# Cheimarrichthys fosteri
El paanokunoku -en lengua maorí- (Cheimarrichthys fosteri) es una especie de pez actinopeterigio marino y de agua dulce, la única del género monotípico Cheimarrichthys que a su vez es la única de la familia Cheimarrhichthyidae del orden Perciformes. Se distribuye como endemismo por las costas y ríos de Nueva Zelanda, en el suroeste del océano Pacífico.

## Morfología
El pez tiene un cuerpo pesado y una cabeza ancha que se aplana en la superficie ventral; esta cabeza deprimida, su superficie ventral aplastada, combinada con las anchas aletas pectorales y pélvicas, son adaptaciones hidrodinámicas a las corrientes de flujo rápido donde viven de forma demersal. Aleta dorsal con 3 o 4 espinas cortas y aisladas precediendo a la aleta dorsal blanda larga y baja, la aleta anal con 1 espina y 15 radios blandos, las aletas pélvicas están debajo de la cabeza, anterior a las anchas aletas pectorales, la aleta caudal es ligeramente bifurcada. La boca es pequeña y no protráctil, el hocico sobresale de la mandíbula inferior; la línea lateral está presente, con una longitud total máxima es de unos 16 cm, la mayoría de los ejemplares son alrededor de 10 - 12,5 cm.

## Hábitat
Se encuentra en los ríos que fluyen a lo largo de la costa de Nueva Zelanda, normalmente en aguas claras de torrentes, ríos que son inestables y su lecho cambia durante las inundaciones; este hábitat hace que esta especie sea difícil de observar y se sabe relativamente poco sobre ellos. La especie puede alcanzar una elevación de 700 metros y penetrar 300 kilómetros tierra adentro desde la costa.
Aparentemente se reproduce en la primavera y tiene una fase larvaria marina, pero el sitio real de desove es desconocido, aunque se sabe que es anfídromo.; los jóvenes ingresan al agua dulce en primavera y pasan el resto de sus vidas allí. Se alimenta de insectos acuáticos, siendo la boca subterminal muy eficaz para la captura de invertebrados de las superficies rocosas.
Esta especie es un escalador deficiente y por lo tanto las barreras a la migración aguas arriba limitan la penetración en el interior de muchos sistemas fluviales a lo largo del rango de esta especie, lo que unido a los cambios en el uso de la tierra que causan una mayor sedimentación de los espacios intersticiales en el sustrato del río son amenazas para esta especie que hace que sea considerada en estado vulnerable.